# 奇日夫卡 (伊賈斯拉夫區)
49°59′45″N 26°43′29″E / 49.99583°N 26.72472°E
奇日夫卡（烏克蘭語：Чижівка），是烏克蘭西部的村莊，隸屬赫梅利尼茨基州的舍佩蒂夫卡區。該村面積1.28平方公里，海拔高度275米，2001年人口286，人口密度每平方公里222.7人。